# 北海道道1053号真駒内茨戸東雁来自転車道線

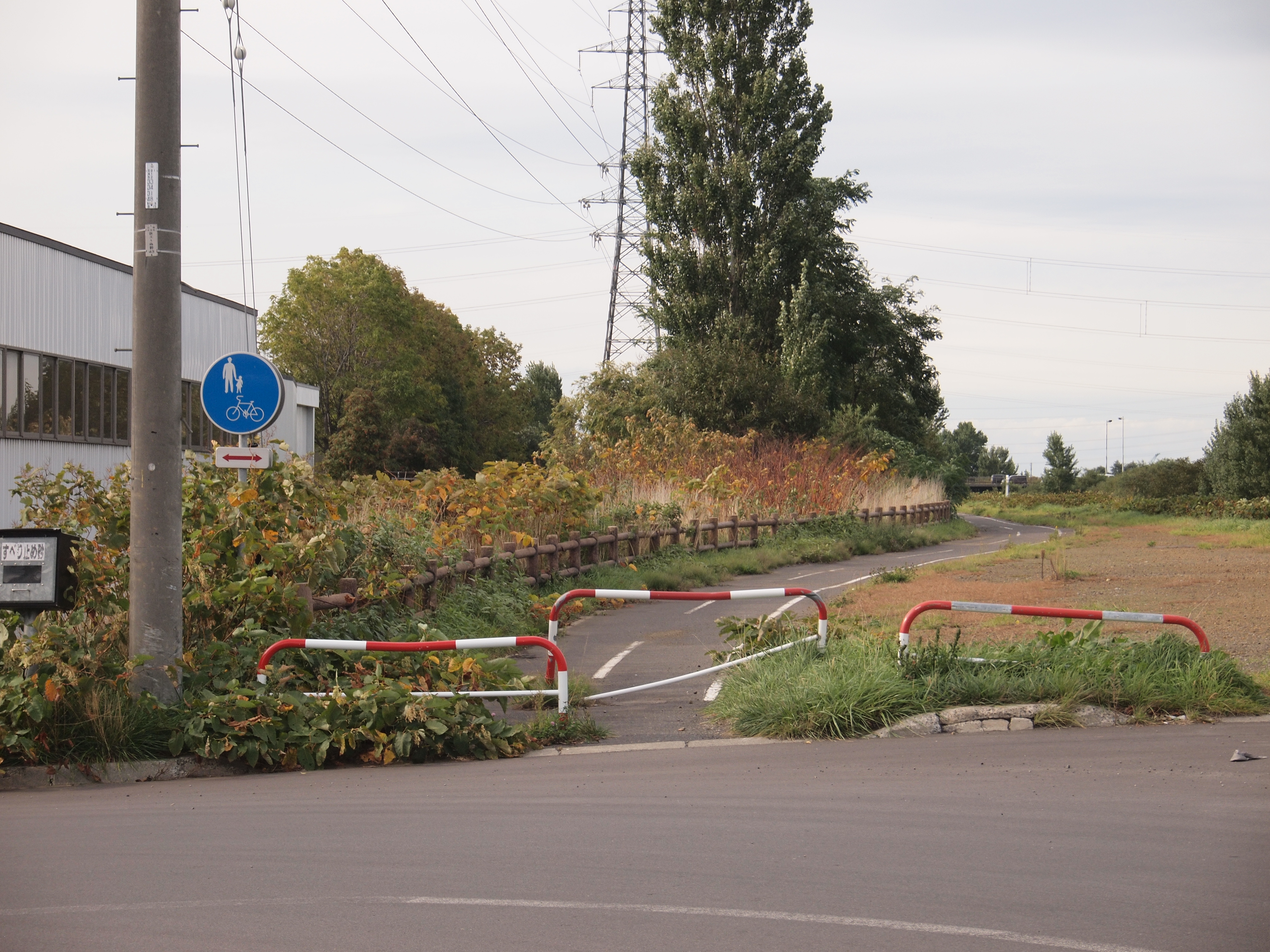
新川沿い区間南端

北海道道1053号真駒内茨戸東雁来自転車道線（ほっかいどうどう1053ごう まこまないばらとかりきじてんしゃどうせん）は、北海道の札幌市内を結ぶ自転車歩行者専用道路（北海道道）である。

## 概要
1984年（昭和59年）に着工したものの路線のほとんどが未開通であり、総延長56.0kmなのに対し、2019年（平成31年）2月時点で公表されている施工済み区間は21.5kmである。さらに、完成予定も未定である。

### 路線データ
- 起点 : 北海道札幌市南区真駒内（五輪大橋）
- 終点 : 北海道札幌市東区東雁来（国道275号交点）
- 総延長 : 56.0km（ただし2019年2月時点で公表されている施工済み区間は21.5kmである。）

## 歴史
- 1984年（昭和59年）3月31日 - 路線認定[2]。

## 地理

### 通過する自治体（施工済み区間）
- 石狩市
- 札幌市
  - 南区
  - 西区
  - 手稲区
  - 北区
  - 東区